# La Bastide-d'Engras
La Bastide-d'Engras é uma comuna francesa na região administrativa de Occitânia, no departamento de Gard. Estende-se por uma área de 9,85 km². Em 2010 a comuna tinha 201 habitantes (densidade: 20,4 hab./km²).